# Rabun megye
Rabun megye az Amerikai Egyesült Államokban, azon belül Georgia államban található. Megyeszékhelye és legnagyobb városa Clayton. Lakosainak száma 16 883 fő (2020. április 1.). Rabun megye Macon, Jackson, Oconee, Habersham, Towns és Clay megyékkel határos.

## Népesség
A megye népességének változása:
| Lakosok száma | 16 258 | 16 278 | 16 290 | 16 235 | 16 281 | 16 883 |
|               | 2010   | 2011   | 2012   | 2013   | 2015   | 2020   |